# Еальсвіт
Еальсвіт (? — 5 грудня 902) — дружина короля Альфреда Великого. Вона була однією з наймогутніших знатних жінок у ранньосередньовічній Англії за часів вікінгів. Вона була матір'ю короля Едуарда Старшого, який сів на англосаксонський престол після свого батька. Її батько був мерсійським дворянином, Етельредом Муцелем, елдорманом Гайні, яких вважаються старою мерсійською племінною групою. Її матір'ю була Едбур, член королівської сім'ї Мерсіа, і її походження було однією з головних причин, чому Альфред узяв її за дружину. Її спадок досі зберігається, в заснованому нею жіночому монастирі та в маєтках, залишених їй Альфредом.

## Походження
У хартії 897 написано, що Етельвульф, брат Ельсвіт, мав деякі обов'язки у монастирі Вінчкомб. В свою чергу Барбара Йорк стверджує, що монастирем володіли брати Еальсвіт: Коелвульф та Кенвульф, які за сумісництвом були королями Мерсії. Ймовірно, Еальсвіт походила з цієї заможної родини. Річард Абельс йде далі і заявляє, що вона походила від короля Кенвульфа.
Факт її походження від мерсійських королів міг зіграти головну роль у питанні шлюбу з Альфредом. Альфред став правити Вессексом після свого батька, короля Етельвульфа, а походження і Етельвульфа, і матері Альфреда, Осбер, використовувати для виправдання прав нового короля на трон. Його шлюб з Ельсвіт сприймався як союз, для з'єднання земель Англії. Також походження Ельсвіт використали для надання Альфреду прав правити всією Англією на Вессекському троні. На владу, яку отримали всі нащадки короля.

## Життя
Англосаксонське Середньовіччя тривало приблизно з 540 по 1066 рік; правління Еальсвіти припало на пізнє Середньовіччя. Сучасні джерела можуть мало що розповісти про її життя. Лише у заповіті короля Альфреда можна знайти її ім'я. У цьому заповіті король згадує свою дружину, як останнього бенефіціара. Альфред заповів їй маєтки в Ламборні, Вантеджі та Едінгтоні разом із сотнею фунтів золота. Однак Альфред із усіх своїх п'ятьох дітей знадує у тексті лише старшого сина, майбутнього короля Едуарда.
Ассер — валлійський монах часів Альфреда Великого, який навчався та викладав у Сент-Дейвідсі, Уельс. Будучи вченим, він перекладав літературні тексти у Сент-Дейвідсі. Невідомо, як Ассер і Альфред познайомилися, але прийнято вважати, що їх зустріч сталася на одному із заходів, присвяченому захопленю Альфредом валлійських земель. Ассер проводив з Альфредом довгі місяці, перекладаючи для нього літературні твори. Саме Ассера король попросив написати його біографія Життя короля Альфреда. У цій біографії монах описує походження Еальсвіт та її матері Едбур. Мерсійські королі, від яких походила Еальсвіт, були на боці родини Едбури. Однак Ассер згадує ім'я лише матері Еальсвіт, а не її самої. Натомість він називає її «шляхетною Мерсіанською леді» і що вона була «цнотливою вдовою» після смерті чоловіка. Невідомо, чому Ассер проігнорував ім'я Еальсвіт у тексті, але вирішив включити ім'я її матері.
У новітній історії автори частіше згадували Еальсвіт та визнавали її досягнення. У своїй книзі Генеалогія та дружини королів в «Житті короля Альфреда» Ассера: політика, престиж і материнська спорідненість у ранньосередньовічній Англії Алекс Трейвес підкреслює її значення для короля і те, шо з точки зору її походження, вона була для нього ідеальною нареченою. Трейвес віддав їй належне за те, що вона стала один із тих фактів, які допомогли Альфреду зійти на престол. Трейвес і інші історики визнають внесок у англійський престол, порівнювана з іншими сучасниками Еальсвіт.
Вона вийшла заміж за Альфреда в 868 році в Гейнсборо, Лінкольншир. На той момент королем був старший брат Альфреда — Етельред, а сам Альфред був очевидним спадкоємцем престолу. Того року данці зайняли мерсійське місто Ноттінгем і її шлюб із королем Альфредом розглядався як політичний інструмент. Альфред успадкував трон у 871 році, після смерті всіх своїх старших братів. Відповідно до західносаксонського звичаю дев'ятого століття, Еальсвіт не отримала титулу королеви. За словами короля Альфреда, таке рішення було прийнято через королеву західних саксів Едбургу, яка в 802 році намагалася отруїти свого ворога, але випадково вбила власного чоловіка, короля Беортріка.
Еальсвіта мала п'ятеро дітей, які дожили до повноліття. Дружини королів у середні віки відігравали другорядну роль у державі, піклуючись про своїх дітей. Замість Еальсвіт, її дітей годувала годувальниця, що було загальноприйнято у ті часи. Оскільки королівські матері мали багато справ, годувальниці активно допомагали у виховання Альфреда та Еальсвіти. Однак, оскільки Еальсвіт походила з мерсійської королівської родини, вона відігравала активну роль в освіті своїх дітей. Еальсвіт передавала знання, отримані від своєї сім'ї, своїм дітям, тож вона брала активну участь у житті своїх дітей.
Немає жовних доказів того, що вона була свідком будь-яких відомих хартій під час правління свого чоловіка. Вона відігравала більш помітну роль у житті своїх дітей і ніколи не була залучена до справ свого чоловіка.
Після смерті Альфреда, у 901 році, Еальсвіт дійсно була свідком однієї хартії під час правління свого сина короля Едуарда, в якій її назвали «Ealhswið mater regis» (Еальсвіт, мати короля). Її ім'я написане одразу після короля Едуарда та перед дружиною Едуарда Ельфледи.
Альфред заповів своїй дружині три важливі маєтки: Едінгтон у Вілтширі, місце важливої перемоги над вікінгами; Ламборн у Беркширі, яке було поруч з Едінгтоном; і Вантедж, місце, де він народився. Усе це було частиною його книжкової землі і вони залишилися у володінні королівства після її смерті.
Еальсвіт померла 5 грудня 902 року і була похована в новому бенедиктинському абатстві свого сина Едуарда, Нью-Містер, Вінчестер. Едуард також наказав перемістити свого батька, Альфреда, в Нью-Містер, Вінчестер, щоб його батьки спочивали разом. У двох рукописах початку десятого століття вона згадується як «справжня і дорога леді англійців».

## Благодійність
За її життя Англія ще не була повністю християнізована, хоча Еальсвіт була побожною християнкою — вона робила щедрі пожертви монастирям.
Поширеною практикою дружин королів в англосаксонському Середньовіччі було заснування жіночих монастирів. Ці жіночі монастирі часто були місцем, де королівські чи знатні жінки доживали після смерті своїх чоловіків. Королі часто відправляли своїх дружин до жіночих монастирів, щоб уберегти їх від політичної критики, яка могла переслідувати жінок, після їх смерті і переконатися, що їхні дружини не робили нічого, що могло б заплямувати їхню спадщину.
Еальсвіт заснувала жіночий монастир і жила в ньому після смерті свого чоловіка короля Альфреда в 899 році. До своєї смерті Еальсвіт заснувала монастир Наннамінстер, точна дата зведення якого невідома. Наннамінстер було перейменовано на абатство Св. Марії, а син Еальсвіт, Едуард Старший, відправив туди свою власну доньку Едбургу, щоб та стала черницею. Після смерті Альфреда в 899 році Еальсвіт, за рішенням Едуарда, переїхала до свого жіночого монастиря в Нью-Містері, де вона прожила решту своїх днів. Еальсвіт робила щедрі внески і була покровителькою Нуннамінстера до самої смерті в грудні 902 року.

## Діти
У Альфреда та Еальсвіт було п'ятеро дітей, які дожили до повноліття.
1. Етельфледа (бл. 870 — 5 грудня 918) — дружина Етельреда II, короля Мерсії; мала одну доньку.
2. Етельгіфа (бл. 870 — бл. 890)
3. Едуард Старший (бл. 874 — 17 липня 924) — король Вессексу (28 жовтня 899 — 17 липня 924); був тричі одружений, мав від трьох дружин більше 10 дітей.
4. Ельфіріта (бл. 877 — 7 червня 929) — дружина Балдуїна II, граф Фландрії; мала чотирьох дітей.
5. Етельвард (? — бл. 16 жовтня 922) — був одружений, мав дітей.

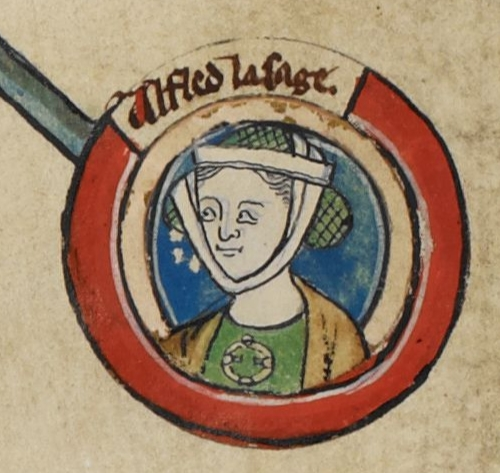
1 'Етельфледа (бл. 870 - 918)
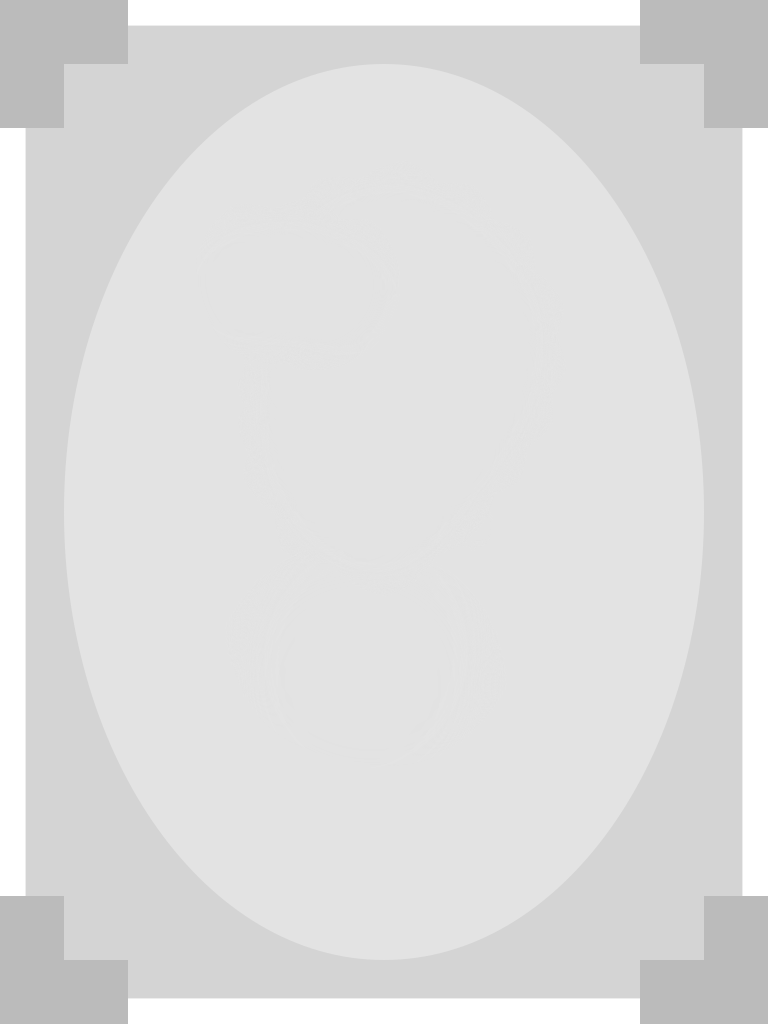
2 'Етельгіфа (бл. 870 - бл. 890)
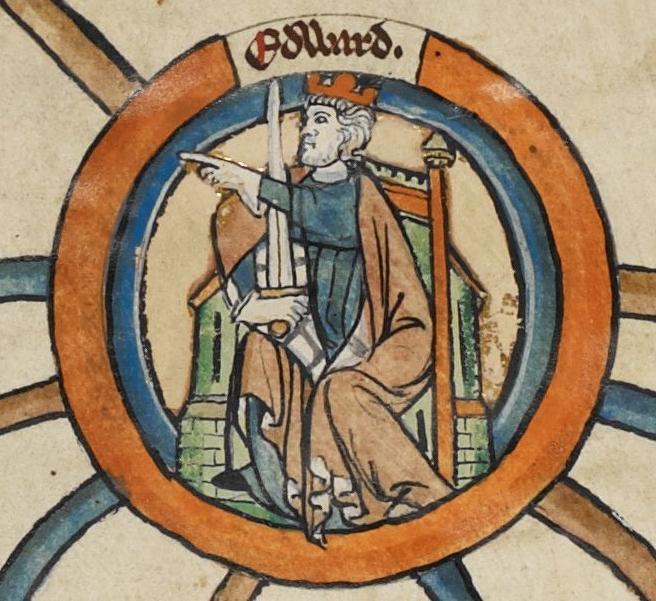
3 'Едуард Старший (бл. 874 - 924)
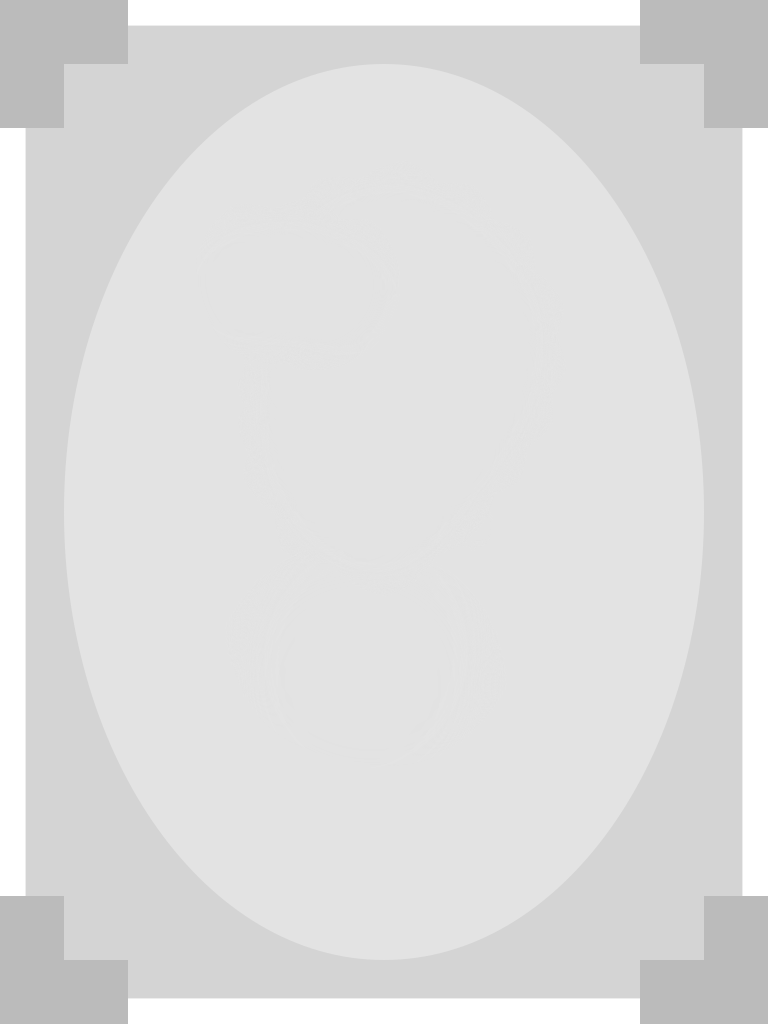
4 'Ельфіріта (бл. 877 - 929)
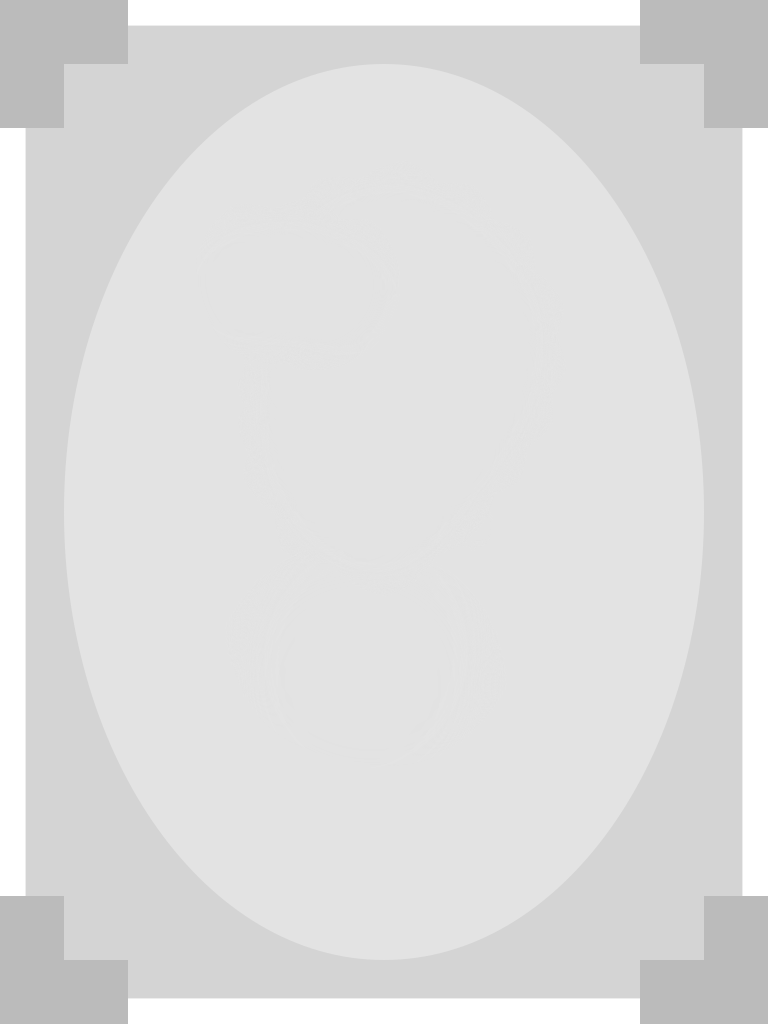
5 'Етельвард (? - бл. 922)